# Mugnano di Napoli
Mugnano di Napoli – miejscowość i gmina we Włoszech, w regionie Kampania, w prowincji Neapol.
Według danych na rok 2004 gminę zamieszkiwały 30 074 osoby, 6014,8 os./km².